# Nightcrawlers: The KMFDM Remixes
Nightcrawlers: The KMFDM Remixes es un álbum de remixes de la banda estadounidense de groove metal White Zombie, publicado por Geffen Records en 1992. Las mezclas fueron grabadas por la banda de metal industrial alemana KMFDM.

## Lista de canciones
| N.º | Título                                                            | Duración |  |
| 1.  | «Thunder Kiss '65» (Versión LP)                                   | 3:58     |  |
| 2.  | «Thunder Kiss '65» (Swinging Lovers Mix)                          | 4:44     |  |
| 3.  | «Thunder Kiss '65» (The Remix That Wouldn't Die Mix)              | 6:07     |  |
| 4.  | «Black Sunshine» (Versión LP)                                     | 4:48     |  |
| 5.  | «Black Sunshine» (Indestructible "Sock It to Me" Psycho-Head Mix) | 4:58     |  |

## Créditos
- Ivan de Prume - batería
- Michael Golob - dirección artística
- Sascha Konietzko - tracks 2, 3, & 5
- Lee Popa - tracks 2 & 3
- Andy Wallace - productor
- Sean Yseult - bajo
- Rob Zombie - voz, letras